# Aprimi il cuore
Aprimi il cuore è un film del 2002 scritto, diretto ed interpretato da Giada Colagrande (al suo esordio assoluto).

## Trama
Maria è una prostituta sin da quando la madre è morta, 15 anni prima. Sua sorella Caterina, una diciassettenne fragile e succube della possessiva sorella maggiore, vive con lei, quasi segregata in casa, immersa nello studio dell'arte e della musica; le è permesso uscire soltanto per prendere lezioni di danza. A tenere legate le due ragazze è un rapporto decisamente morboso, in quanto Maria è contemporaneamente madre, sorella, insegnante ed amante per Caterina. Il loro legame incomincia a vacillare il giorno in cui Caterina conosce Giovanni, un uomo di mezza età e custode della scuola di danza; i due iniziano un relazione segreta, incontrandosi durante le lezioni di Caterina oppure nei momenti in cui Maria non è in casa. Però il loro rapporto clandestino termina nell'attimo in cui vengono scoperti; questa rivelazione farà scattare in Maria una furia omicida che la porterà ad avvelenare prima Giovanni, poi tutti i suoi clienti. Ma questa carneficina non è destinata a durare in eterno, in quanto il rapporto tra Maria e Caterina si va avvicinando ad una tragica fine.

## Produzione
Il film è stato girato in digitale ed a bassissimo costo con un finanziamento della nonna della regista.

## Distribuzione

### Divieti
Il film ha ottenuto dal visto censura il divieto di visione ai minori di 18 anni, a causa di diverse scene di sesso esplicito.

## Accoglienza

### Critica
- Il dizionario Morandini assegna al film due stelle su cinque e lo definisce trasgressivo alla Breillat, indicando il suo minimalismo narrativo come di maniera ancorché ambizioso e aspicando un miglioramento nel secondo film della regista abruzzese.[1]
- Paolo D'Agostini su Repubblica scrive che le ambizioni sono tante, ma il loro governo ancora non c'è, e pur augurandosi che il talento della regista possa sbocciare in futuro, conclude con per ora solo spine.[2]
- Maurizio Porro sul Corriere della Sera scrive che Giada Colagrande ha voglia di assoluto, un talentaccio naïf grottesco noir, vuole stupire col morboso ma comunica un sentimento recalcitrante di fragilità ed energia, di santa e di puttana, in equilibrio delicato tra Genet e Tennessee Williams con i volti di attori giusti (lei, Botosso, la Cristiani), e conclude con l'autrice tenta di filmare l'invisibile, piace la sua voglia di eccedere, così diversa dal nostro cinema carino.[3]
- FilmTv lo definisce Un film che tenta con forza di filmare l'infilmabile e che si dà una forma pittorica nell'illusione di fermare, con la sintesi, gli attimi, l'amore, e ciò che da esso può partorire.[4]
- Su Repubblica Gian Luca Favetto scrive Una coraggiosa opera prima, girata in digitale fra gli amici. Non sembra nemmeno italiana. Alla base c' è una buona idea; attorno, pochi soldi; dentro, tanta voglia di raccontare, un ottimo innesto di sacro nel profano e nessuna carineria.[5]
- Anita Gates sul New York Times lo definisce uno sconcertante dramma d'atmosfera, concludendo che il film ha qualcosa da dire e riesce a creare una fascinazione claustrofobica.[6]
- Deborah Young su Variety scrive A strongly narrated tale about obsessive love between two sisters, "Open My Heart" by young documaker Giada Colagrande starts as a quasi-voyeuristic look at forbidden passion, then slowly turns to a very Italian film noir.[7]
- In generale, nell'aggregatore di recensioni Metacritic il film ha un punteggio di 27/100 , mentre in Rotten Tomatoes tutte e sei le recensioni riportate sono negative .